# Anthony Perkins

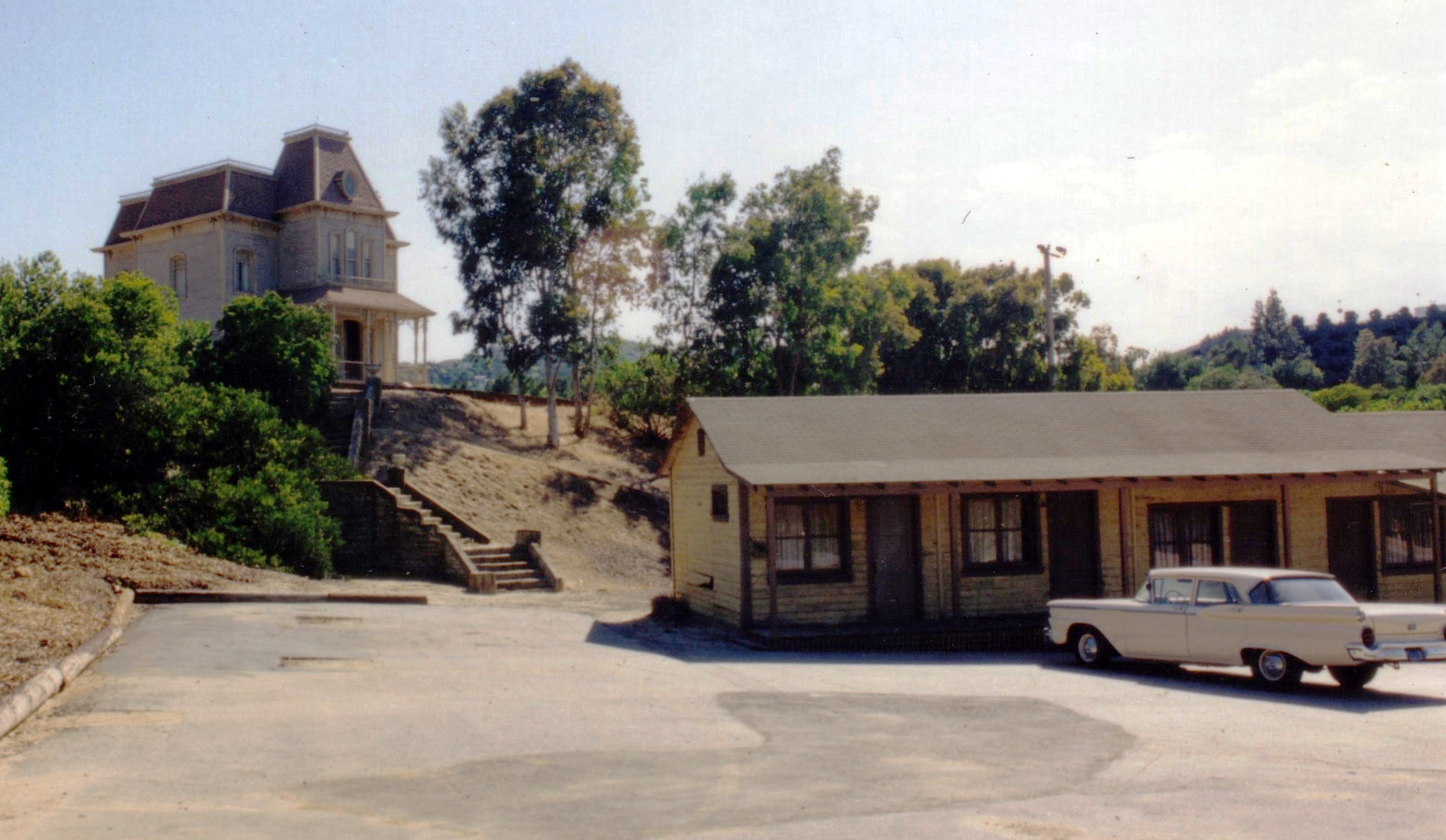
L'Hôtel dels Bates, als Estudis Universal, lloc de rodatge de l'escena principal de Psicosi (1960)

Anthony Perkins   (Nova York, 4 d'abril de 1932 - Hollywood, 12 de setembre de 1992) va ser un actor estatunidenc. És mundialment conegut per la seva interpretació de Norman Bates, el personatge principal de la pel·lícula Psicosi d'Alfred Hitchcock.

## Trajectòria professional

### Els començaments
El seu pare, Osgood Perkins, va ser un actor de teatre d'una certa notorietat a Broadway. El jove Tony perd el seu pare el 1937; des de a finals de la seva adolescència, segueix el seu rastre, anant a Broadway on comença una carrera teatral que continuarà després dels seus començaments en el cinema. La seva experiència teatral de començament dels anys 1950 que se salden amb un balanç mitigat, alternant els èxits amb els fracassos, comença en el cinema des de 1954 a The Actress de George Cukor, al costat de Jean Simmons (actua el seu promès), Spencer Tracy i Teresa Wright.
Comença llavors per a Perkins un període variablement gratificant i enriquidor: els anys 1950 li ofereixen sobretot papers de joves ansiosos tan aviat idiotes, com exasperants, egoistes, o profundament ingenus o inclús inexperts. Rodarà, en el transcurs d'aquest mateix decenni, per a directors de talent, com la seva encarnació de Joseph a This Angry Age de René Clément segons la novel·la de Marguerite Duras el 1958. Després, actua amb altres directors importants però sovint en pel·lícules menors com els westerns The Lonely man de Henry Levin i The Tin Star d'Anthony Mann el 1957 amb l'excepció de Friendly Persuasion de William Wyler, Palma d'Or al festival de Canes de 1957 en el qual roda al costat de Gary Cooper i Dorothy Mcguire. El 1959, comparteix el cartell del On the Beach, ambiciosa pel·lícula de ciència-ficció de Stanley Kramer amb Fred Astaire, Gregory Peck i Ava Gardner. Paral·lelament a la seva carrera d'actor, cap a mitjans dels anys 1950, Anthony Perkins comença a enregistrar els seus primers discs en els quals es descobreix una bonica veu de crooner. Grava així diversos microsolcs tendència jazzy.

### Psicosii el reconeixement
La carrera de Perkins donarà un tomb el 1960, i la seva notorietat esdevindrà internacional: Alfred Hitchcock li confia el paper de Norman Bates a la seva única pel·lícula «de terror», rodada en blanc i negre, amb Janet Leigh, Vera Milles, John Gavin i Martin Balsam: Psicosi (1960). La interpretació de Perkins fascina, la pel·lícula és un triomf. Encara que rodat amb un pressupost més aviat limitat, és la pel·lícula de Hitchcock que aconseguirà més ingressos.
L'any següent, actua a la pel·lícula d'Anatole Litvak, Goodbye Again (que li valdrà el premi d'interpretació a Cannes) i Fedra de Jules Dassin on encarna Hipòlit davant Melina Merkuri-Fedra. El 1962, Perkins és escollit per Orson Welles per interpretar Joseph K. en la seva adaptació d'El procés de Kafka: serà el seu segon i últim gran paper. Si la tria de Perkins és criticada a l'estrena de la pel·lícula, la seva interpretació és reconeguda avui com a justa, sensible i intel·ligent. El procés serà una de les pel·lícules del període europeu de Perkins, en el transcurs de la qual rodarà també amb Claude Chabrol en Le Scandale (1967) i La Décade prodigieuse, on Perkins coneix Welles fent d'actor.

### El pes de Norman Bates
Després de 1962, poques pel·lícules de l'actor continuen sent referències; es pot, amb tot, citar Paris brûle-t-il ?? (René Clément, 1966), The Life and Times of Jutge Roy Bean (John Huston, 1973), Murder on the Orient Express (Sidney Lumet, 1974), però en aquestes tres pel·lícules, es conforma amb un petit paper enmig d'una multitud d'altres estrelles.
Es casa amb Berry Berenson (fotògrafa, germana de Marisa Berenson) el 1973; tindran dos fills poc temps després, Osgood (actor) i Elvis (cantant).
Actua igualment en una pel·lícula de ciència-ficció de les produccions Walt Disney, The Black Hole, on encarna el doctor Alex. Però Norman Bates acaba sent atrapat per l'èxit del passat del qual mai no s'ha desfet: el 1983, reprèn el paper a Psycho II, dirigida per Richard Franklin. La pel·lícula és més un homenatge a Alfred Hitchcock que altra cosa. Es demana a Perkins, el 1985, d'encarregar-se de la realització de Psycho III. Però Perkins no és director i la seva motivació és limitada: la pel·lícula és un fracàs de crítica i comercial. Reprendrà el 1990, una última vegada el seu paper a Psycho IV: The Beginning, aquesta vegada adaptat per al mercat del vídeo/TV. A partir de 1985, l'actor ha de viure amb la Sida; fa prova de valor i d'una total discreció sobre la seva malaltia, tan bé que alguns dels seus parents no se n'assabentaran de l'existència fins poc temps abans de la seva mort. La malaltia se l'emporta el 12 de setembre de 1992. L'urna que conté les seves cendres es troba actualment al cementiri de Hollywood. La seva vídua, Berry Berenson, eren a bord del Vol 11 d'American Airlines que es va encastar contra la primera torre del World Trade Center, l'11 de setembre de 2001.
Una sèrie d'entrevistes que atorga a un periodista uns mesos abans de la seva mort revela un Perkins irrecognoscible: antiquat, debilitat i sobretot d'una gran maduresa. A Anthony Perkins, al llarg de la seva carrera, no li hauran proposat més que pocs papers a l'altura del seu talent i no ha sabut, o pogut, desfer-se de Norman Bates, paper que se li va enganxar a la pell i que ha pogut donar la impressió que no era capaç fer altra cosa.

## Filmografia

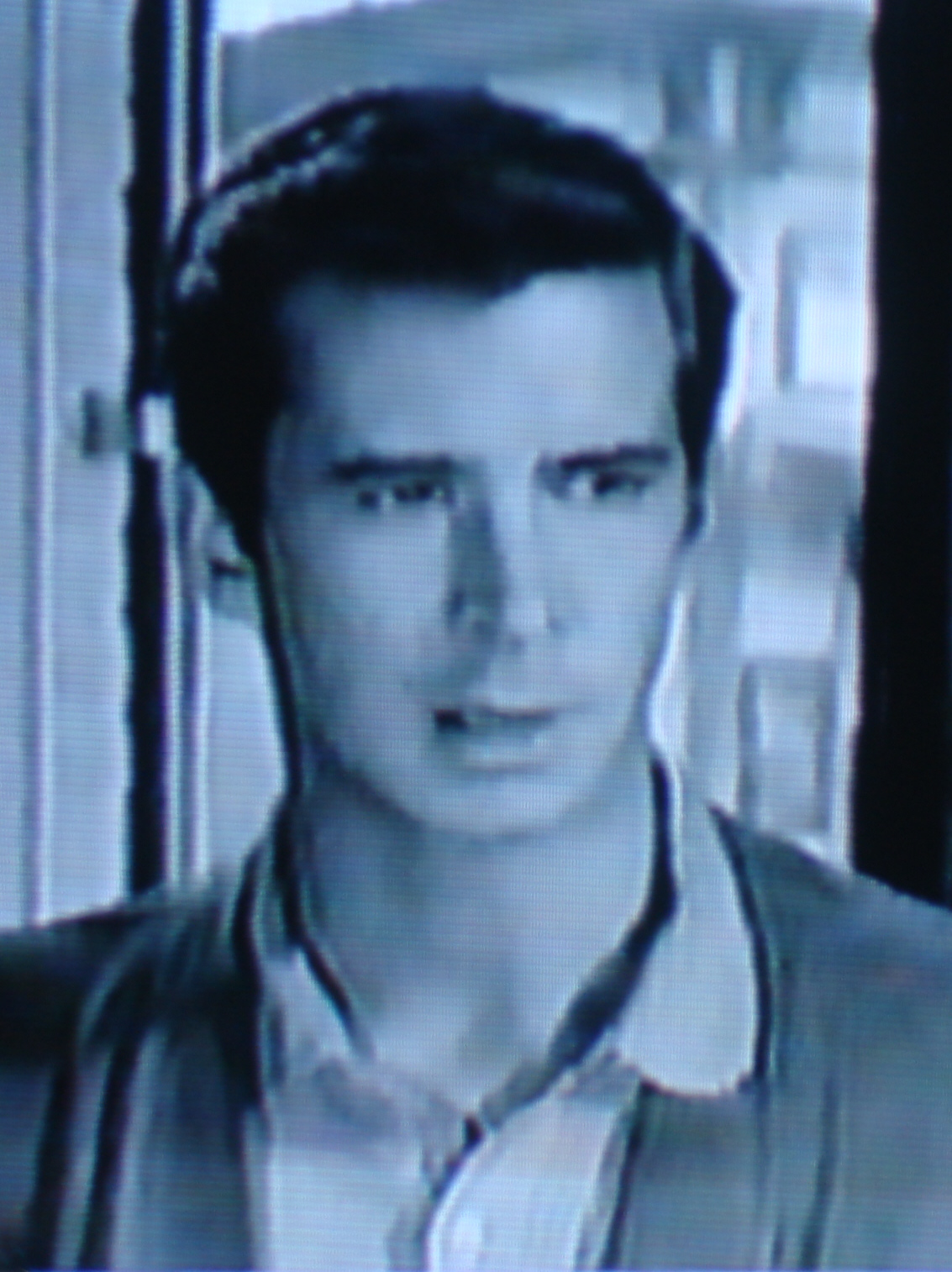
The Tin Star (1957)

- 1953: The Actress de George Cukor: Fred Whitmarsh.
- 1956: La gran prova (Friendly Persuasion) de William Wyler: Josh Birdwell.
- 1957: The Lonely Man de Henry Levin: Riley Wade.
- 1957: Fear Strikes Out de Robert Mulligan: Jimmy Piersall adult.
- 1957: The Tin Star d'Anthony Mann: el xèrif Ben Owens.
- 1958: Desire Under the Elms de Delbert Mann: Eben Cabot.
- 1958: This Angry Age de René Clément: Joseph Dufresne.
- 1958: The Matchmaker de Joseph Anthony: Cornelius Hackl.
- 1959: Green Mansions de Mel Ferrer: Abel.
- 1959: L'hora final (On the Beach)  de Stanley Kramer: Peter Holmes.
- 1960: Tall Story de Joshua Logan: Ray Blent.
- 1960: Psicosi (Psycho) d'Alfred Hitchcock: Norman Bates.
- 1961: No em diguis adéu (Goodbye Again) d'Anatole Litvak: Philip Van der Besh.
- 1962: Fedra (Phaedra) de Jules Dassin: Alexis.
- 1962: Le Couteau dans la plaie d'Anatole Litvak: Robert Macklin.
- 1962: El procés (The Trial/Le Procès) d'Orson Welles: Joseph K.
- 1963: Le Glaive et la Balance d'André Cayatte: Johnny Parsons.
- 1964: Une ravissante idiote d'Édouard Molinaro: Harry Compton / Nicholas Maukouline.
- 1966: Es crema París? (Paris brûle-t-il ?) de René Clément: el sergent Warren.
- 1967: Le Scandale de Claude Chabrol: Christopher Belling.
- 1968: Pretty Poison de Noel Black: Dennis Pitt.
- 1970: Catch-22 de Mike Nichols: Capità A.T. Tappman
- 1971: La Décade prodigieuse de Claude Chabrol: Charles van Horn.
- 1971: Algú darrere la porta (Quelqu'un derrière la porte) de Nicolas Gessner: Laurence Jeffries.
- 1972: The Life and Times of Jutge Roy Bean de John Huston.
- 1972: La sort està decidida (Play It As It Lays) de Frank Perry: B.Z.
- 1974: Assassinat a l'Orient Express (Murder on the Orient Express) de Sidney Lumet: Hector McQueen
- 1978: Les Misérables de Glenn Jordan (TV): Inspector Javert.
- 1979: The Black Hole de Gary Nelson: el doctor Alex Durant.
- 1979: North Sea Hijack d'Andrew V. McLaglen: Lou Kramer.
- 1979: L'hivern assassí (Winter Kills) de William Richert: John Cerruti
- 1983: Psycho II de Richard Franklin: Norman Bates.
- 1984: La passió de China Blue (Crimes of Passion) de Ken Russell: Peter Shayne.
- 1985: Psycho III d'Anthony Perkins: Norman Bates
- 1989: Edge of Sanity de Gérard Kikoïne: el doctor Henry Jekyll / Jack Hyde «l'esbudellador»
- 1990: Psycho IV: The Beginning, Telefilm de Mick Garris (TV): Norman Bates.
- 1991: Der Mann nebenan de Petra Haffter: Arthur Johnson

## Música
Al final dels anys 1950, es va llançar temporalment a la cançó i va gravar diversos àlbums:

### Compilació any 1957
- Compilació del seu àlbum Epic Rècords LN 3394 (títols 1 a 12) + singles Sony Music Entertainment - Reedició el 2003, 1 CD Collectors' Choice Music/Sony Music A 61320/CCM-349-2:

1. April Fool, lletra i música de Davis
2. Just Friends, lletra i música de Lewis i Klenner
3. Hit the Road to Dreamland, lletra de Johnny Mercer i música de Harold Arlen
4. This Time the Dream's on Me, lletra de Johnny Mercer i música de Harold Arlen
5. How Long Has This Been Going On, lletra d'Ira Gershwin i música de George Gershwin
6. But Beautiful, lletra de Johnny Burke i música de Jimmy Van Heusen
7. Why Shouldn't I, lletra i música de Cole Porter
8. I Wish I Knew, lletra de Mack Gordon i música de Harry Warren
9. Accidents Will Happen, lletra de Johnny Burke i música de Jimmy Van Heusen
10. Gone with the Wind, lletra d'Herb Magidson i música d'Allie Wrubel
11. Better Luck Next Time, lletra i música d'Irving Berlin
12. How About You, lletra i música de Freed i Lane
13. A Little Love Can Go a Long, Long Way, lletra de Paul Francis Webster i música de Sammy Fain
14. If You’ll Be Mine, lletra i música de Martin
15. If You Were the Only Girl, lletra de Grey i música de Nat Ayer (versió inèdita)
16. Fool in Love, lletra i música de Randazzo i Falco
17. Melody for Lovers, lletra i música de Robert Blackwell
18. If You Were the Only Girl, lletra de Grey i música de Nat Ayer
19. Friendly Persuasion (Three I love), lletra de Paul Francis Webster i música de Dimitri Tiomkin, de la pel·lícula Friendly Persuasion de William Wyler

### Àlbums
- On A Rainy Afternoon, amb l'orquestra de John Mehegan (1958), reedició el 1996, 1 CD RCA:

1. The World is Your Balloon, lletra de Yip Harburg i música de Sammy Fain
2. I Remember You, lletra de Johnny Mercer i música de Victor Schertzuger
3. Why Was I Born, lletra d'Oscar Hammerstein II i música de Jerome Kern
4. Miss Otis Regrets, lletra i música de Cole Porter
5. I’ve Got Sand In My Shoes, lletra d'Arthur Swanstrom i música de Louis Alter
6. Long Ago And Far Away, lletra d'Ira Gershwin i música de Jerome Kern
7. You’d Be So Nice To Come Home To, lletra i música de Cole Porter
8. Have You Met Miss Jones?, lletra de Lorenz Hart i música de Richard Rodgers
9. It Could Happen To You, lletra de Johnny Burke i música de Jimmy Van Heusen
10. Darn That Dream, lletra d'Edgar DeLange i música de Jimmy Van Heusen
11. Back In Your Own Back Yard, lletra de Billy Rose i Al Jolson i música de Dave Dreyer

- From My Heart, amb l'orquestra d'Urbie Green, arranjaments d'Al Cohn (1958), reedició el 1996, 1 CD RCA:

1. The Kentuckian Song, lletra i música d'Irving Gordon
2. The Careless Years, lletra i música de Joe Lubin
3. Taking A Chance On Love, lletra i música de Duke, Fette i Latouche
4. Saddle The Wind, lletra de Ray Evans i música de Jay Livingston
5. The More I See You, lletra de Mack Gordon i música de Harry Warren
6. Too Marvelous For Words, lletra de Johnny Mercer i música de Richard A. Whiting
7. Ole Buttermilk Sky, lletra de Jack Brooks i música d'Hoagy Carmichael
8. Boy On A Dolphin, lletra de Paul Francis Webster i música d'Hugo Friedhofer, de la pel·lícula Boy on a Dolphin de Jean Negulesco
9. Swinging On A Star, lletra de Johnny Burke i música de Jimmy Van Heusen
10. Speak Low, lletra d'Ogden Nash i música de Kurt Weil
11. You Keep Coming Back Line A Song, lletra i música d'Irving Berlin
12. This Is My Lucky Day, lletra i música d'Henderson, DeSylvia, Brown

## Guardons

### Premis
- 1961. Premi a la interpretació masculina (Festival de Canes) per Goodbye Again
- 1957. Globus d'Or a l'actor revelació

### Nominacions
- 1957. Oscar al millor actor secundari per Friendly Persuasion